# بند تخمدان
در دستگاه تناسلی زنان، بند تخمدان آن بخش از رباط پهن زهدان است که تخمدان را احاطه کرده و در جای خود نگه می‌دارد. به آن صفاق تخمدان، مزانتر تخمدانی و مزوواریوم (انگلیسی: Mesovarium) هم گفته‌اند.
بند تخمدان به صورت یک چین صفاقی، کنار قدامی تخمدان را به لایه خلفی رباط پهن وصل می‌کند. ورود عروق و اعصاب به ناف تخمدان
و نگهداری تخمدان از کارکردهای آن است.
تخمدان‌ها گنادهای جنس مؤنث هستند که بین دیواره لگن و رحم، توسط دو رباط آویزان‌کننده تخمدان و رباط زهدانی‌تخمدانی آویخته شده‌اند. قسمت تحتانی تخمدان، سطح نافی، توسط بند تخمدان که در پشت بند لوله رحم و لوله رحم قرار دارد، به رباط پهن متصل می‌شود. ساختمان‌های عصبی– عروقی اولیه، از طریق رباط آویزان‌کننده به تخمدان رسیده و سپس از طریق بند تخمدان وارد آن می‌شوند.